# 巴切洛纳-波佐迪戈托

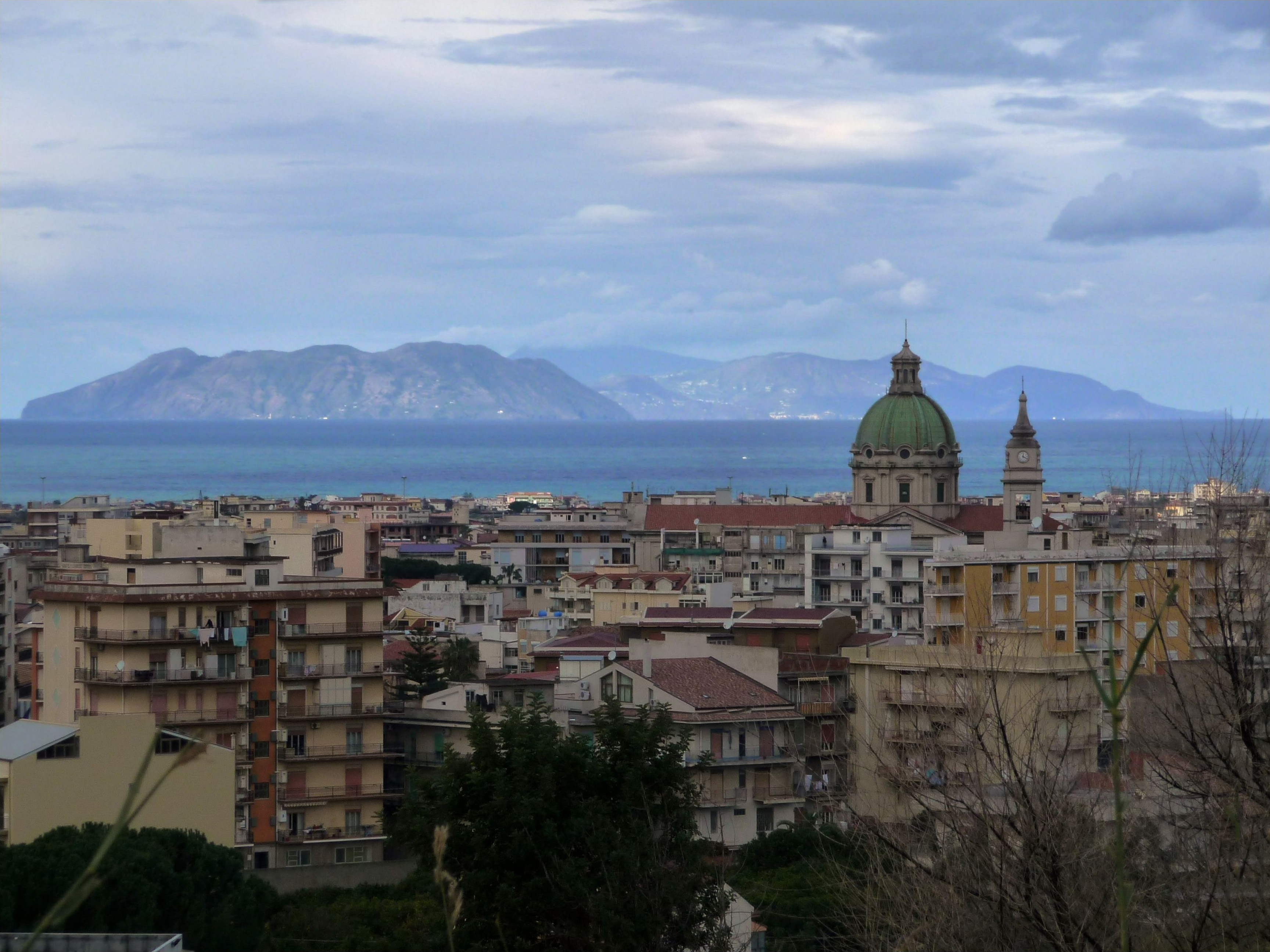
市容

巴切洛纳-波佐迪戈托（義大利語：Barcellona Pozzo di Gotto）是意大利西西里大區墨西拿廣域市的市镇。市镇面积为59平方公里，2016年时人口数量为41,544人。该市镇位于西西里岛北岸，在墨西拿朝巴勒莫方向40公里处。